# Wojciech Żmudziński
Wojciech Żmudziński (ur. 23 kwietnia 1961 w Ełku) – duchowny katolicki, jezuita, publicysta, autor książek z dziedziny duchowości i edukacji. Dyrektor Europejskiego Centrum Komunikacji i Kultury w Warszawie Falenicy i rzecznik prasowy Prowincji Wielkopolsko-Mazowieckiej Towarzystwa Jezusowego. 

## Życiorys
Ukończył filozofię na Wydziale Filozoficznym Towarzystwa Jezusowego w Krakowie (obecnie Uniwersytet Ignatianum), teologię oraz teologię biblijną na Papieskim Uniwersytecie Gregoriańskim w Rzymie i zarządzanie w oświacie na Uniwersytecie Fordham w Nowym Jorku. 
W latach 1996–2018 kierował placówką doskonalenia nauczycieli Centrum Kształcenia Liderów i Wychowawców im. Pedro Arrupe (Centrum Arrupe) i był redaktorem naczelnym kwartalnika „Być dla innych”. 
W latach 2002–2007 był dyrektorem Gimnazjum i Liceum Jezuitów w Gdyni, a w latach 2004–2014 dyrektorem Edukacyjnej Kliniki Poradni Profilaktyki Uzależnień w Gdyni. Od 3 stycznia 2019 do 5 października 2024 pełnił funkcję Socjusza Przełożonego Prowincji Wielkopolsko-Mazowieckiej Towarzystwa Jezusowego. 
Od 1 listopada 2024 pełni funkcję dyrektora Europejskiego Centrum Komunikacji i Kultury w Warszawie Falenicy.
Jest członkiem Stowarzyszenia Chrześcijańskich Dzieł Wychowania, Polskiego Stowarzyszenia Fundraisingu (członek założyciel) i Stowarzyszenia Dziennikarzy Polskich. Jako publicysta współpracuje z portalem Deon.pl.

## Publikacje książkowe
- Narkomani i Chrystus, WAM, Kraków 1998 (I wyd.), 2000 (II wyd.), Ośrodek Odnowy w Duchu Świętym, Łódź 2012 (III wyd.).
- Metodologia uczenia się, Księgarnia św. Wojciecha, Poznań 2001.
- Biblijni liderzy, Ośrodek Odnowy w Duchu Świętym, Łódź 1999 (I wyd.), 2000 (II wyd.).
- Boży dar – mamona, WAM, Kraków 2000.
- Seks-skandale w Biblii, Centrum Arrupe, Gdynia 2007.
- Bankiet popsutych zabawek, czyli medytacja o własnej śmierci, Centrum Arrupe, Gdynia 2010.
- Niebo jest w nas, Ośrodek Odnowy w Duchu Świętym, Łódź 2010 (I wyd.), 2011 (II wyd.), 2012 (III wyd. uzupełnione), 2014 (IV wyd.), 2017 (V wyd.).
- Mesjasz, Fundacja Magis, Gdynia 2012.
- Miłość większa od wiary, czyli Bóg uzdrawia po znajomości, Wydawnictwo Rhetos 2014 (I wyd.), 2015 (II wyd.), Wydawnictwo „Mocni w Duchu”, Łódź 2018 (III wyd.).
- Pogromcy zamętu. Jak Adam i Ewa zarządzali tym, o czym nie mieli pojęcia, Wydawnictwo Rhetos, Warszawa 2018.
- Rodzice dodający skrzydeł, Wydawnictwo "Mocni w Duchu", Łódź 2018.
- Pedro Arrupe SJ. Portret człowieka wolnego, Wydawnictwo WAM, Kraków 2022.